# Odinophora melanoptera
Odinophora melanoptera är en stekelart som beskrevs av Schwarz 2004. Odinophora melanoptera ingår i släktet Odinophora och familjen brokparasitsteklar. Inga underarter finns listade i Catalogue of Life.